# 北京快速公交4号线
北京快速公交4号线又称阜石路大容量快速公交、北京快速公交4线，是北京快速公交系统中的一条呈东西走向的线路，运营公司为北京公交集团第四客运分公司。快速公交4号线从位于北京市西部门头沟区的龙泉西公交场站发出，途径石景山区和海淀区，终到北京市西城区西二环阜成门，长约26公里，共设有19站。

## 概况
北京快速公交4号线又称北京快速公交4线，简称“快4”或“BRT4”，是连接北京西部和市中心的一条主要线路，于2012年12月30日通车，“快4”的通车方便门头沟区、石景山区居民快速进入市区及换乘新开通的北京地铁6号线，也同时为北京地铁1号线分担了部分客流。线路从侯庄子站至阜永路口西站为高架桥及主路站，其余站为地面站。
快速公交4号线在西钓鱼台站可与北京地铁10号线换乘，在白堆子口东/西站可与北京地铁9号线（白堆子站）换乘，在阜成门站可与北京地铁2号线换乘。线路采用站台刷卡购票方式，能够做到快速乘降。
快速公交4号线原有龙泉西公交场站~地铁海淀五路居站的支线，但因北京地铁6号线西延至金安桥后阜石路沿线去往海淀五路居站换乘地铁的客流下降，2019年3月26日调整为早晚高峰运营，2020年6月1日停驶。

## 运营时间及票价
运营时间：
首车时间：龙泉西公交场站：05:00，阜成门：5:30
末车时间：龙泉西公交场站：22:30，阜成门：23:00
票价：全程票价6元，10公里内票价为2元，每增加5公里加1元。持北京市政一卡通普通卡享受5折优惠，持北京市政一卡通学生卡享受2.5折优惠。

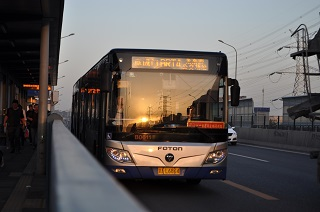
快速公交4号线的高架桥站

支线终点地铁海淀五路居站

## 争议
首先，快速公交4号线开通后，其沿线的原645路、336路快车、746路被撤销，使得被撤销线路沿线居民在一开始非常不适应线路的调整。并且，西钓鱼台站至阜成门站区间段没有快速公交专用道，与普通公交及社会车辆混行，高峰时期也容易造成堵车，无法发挥其快速公交的优势。

## 设施
因为从阜永路口西至侯庄子站是在主路上，所以人们需要走楼梯到高架桥的站台里或者走天桥进入主路站台里才可乘坐，需要在车站买票刷卡后才可乘车，其余的站是地面站，但是也需要在车站里买票刷卡。为避免乘客们出现不完整的交易，下车出站时也需要在站台内再次刷卡。

## 线路走向
阜成门-展览路-白堆子口西（回程停白堆子口东）-西钓鱼台-阜永路口西-阜玉路口-砂石路口-龚村东口-杨庄东-杨庄-金安桥-广宁村-石景山火车站-麻峪-侯庄子-双峪-门头沟教委小区-中门寺街-龙泉西公交场站

## 配车
快速公交4号线全线共配有100辆（其中主线60辆，支线40辆），是由北汽福田汽车股份有限公司生产的BJ6180C8CTD，18米级空调铰接车，燃料采用新能源LNG（液化天然气），配有功率为213KW的依维柯（IVECO）发动机和艾利逊（Allison）采埃孚（ZF）变速器，为了方便残障人士乘车，改成采用了低地板一踏车。2019年，因快速公交4号线支线减班，部分车辆转往海淀山后的575路。

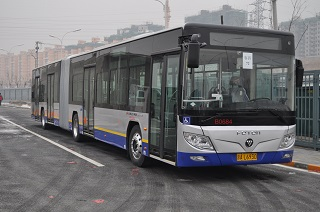
快速公交4号线整车外观

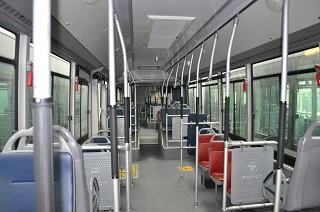
车厢内部结构

从阜成门出发的快速公交4号线